# Đô thị tại Bình Dương
Đô thị tại Bình Dương là những đô thị Việt Nam tại tỉnh Bình Dương, được các cơ quan nhà nước ở Việt Nam có thẩm quyền ra quyết định thành lập. Hiện tại Bình Dương có bốn loại đô thị với tổng số là 10 đô thị, gồm: 1 đô thị loại I, 1 đô thị loại II, 3 đô thị loại III, 6 đô thị loại V.

## Lịch sử
Các đô thị đầu tiên tại Bình Dương bắt đầu được manh nha hình thành từ đầu thế kỷ 20, khi tỉnh Thủ Dầu Một được thành lập cùng các tỉnh khác ở Nam Kỳ ngày 1 tháng 1 năm 1900, sau Nghị định ngày 20 tháng 12 năm 1899 của Toàn quyền Đông Dương. Tỉnh lỵ tỉnh Thủ Dầu Một ban đầu được đặt tại làng Phú Cường tổng Bình Điền quận Châu Thành của tỉnh. Trong suốt nửa đầu thế kỷ 20, các trung tâm hành chính của tỉnh Thủ Dầu Một gồm tỉnh lỵ và các quận lỵ thuộc tỉnh, dần dần đô thị hóa để hình thành các đô thị hành chính. Sau Cách mạng Tháng Tám, tỉnh Thủ Dầu Một lại bị Pháp chiếm đóng. Chính quyền Pháp ở Đông Dương ban hành các Quyết định ngày ngày 31 tháng 1 năm 1946 và ngày ngày 2 tháng 3 năm 1949 thành lập và điều chỉnh quận Châu Thành tỉnh Thủ Dầu Một, bao gồm cả tỉnh lỵ Thủ Dầu Một tại xã Phú Cường. Đến thời Việt Nam Cộng Hòa tỉnh Thủ Dầu Một được đổi thành tỉnh Bình Dương, tỉnh lỵ đổi là tên là Phú Cường. Tháng 5 năm 1973, chính phủ Việt Nam Cộng Hòa xếp loại hành chính các tỉnh và quận trên toàn quốc (Miền Nam Việt Nam): tỉnh Bình Dương loại B trong đó quận Châu Thành là quận loại A. Tháng 8 năm đó đổi tỉnh lỵ từ xã Phú Cường về xã Chánh Hiệp.
Năm 1976, 2 tỉnh Bình Dương và Bình Phước nhập lại thành tỉnh Sông Bé, các quận theo hành chính Việt Nam Cộng hòa được đổi thành các huyện và được sáp nhập lại. Đến ngày 11 tháng 3 năm 1977 thị xã Thủ Dầu Một được hình thành trên cơ sở sáp nhập 5 xã còn lại của huyện Châu Thành với tỉnh lỵ tỉnh Bình Dương cũ. Thị xã Thủ Dầu Một là thị xã đầu tiên của tỉnh Sông Bé cũng như tỉnh Bình Dương.
Ngày ngày 1 tháng 8 năm 1994, thành lập thị trấn Mỹ Phước thuộc huyện Bến Cát (nay là phường Mỹ Phước, thị xã Bến Cát).
Ngày ngày 29 tháng 9 năm 1994, thành lập thị trấn Dầu Tiếng thuộc huyện Bến Cát (từ năm 1999 thuộc huyện Dầu Tiếng), thành lập thị trấn Uyên Hưng thuộc huyện Tân Uyên (nay là phường Uyên Hưng, thị xã Tân Uyên), thành lập 3 thị trấn: Dĩ An, An Thạnh, Lái Thiêu thuộc huyện Thuận An (nay là phường Dĩ An, thành phố Dĩ An và các phường An Thạnh, Lái Thiêu, thành phố Thuận An).
Ngày ngày 1 tháng 1 năm 1997, tỉnh Bình Dương được tái lập với thủ phủ là thị xã Thủ Dầu Một; đồng thời tiếp nhận 4 xã: Minh Hòa, Minh Tân, Minh Thạnh, Trừ Văn Thố thuộc huyện Bình Long của tỉnh Bình Phước (nay là thị xã Bình Long và huyện Hớn Quản) về huyện Bến Cát (nay 3 xã Minh Hòa, Minh Tân, Minh Thạnh thuộc huyện Dầu Tiếng và xã Trừ Văn Thố thuộc huyện Bàu Bàng); thị trấn Phước Vĩnh và 5 xã: An Bình, An Linh, Phước Sang, Tân Hiệp, Vĩnh Hòa thuộc huyện Đồng Phú của tỉnh Bình Phước về huyện Tân Uyên (nay 6 đơn vị hành chính này thuộc huyện Phú Giáo).
Ngày ngày 28 tháng 5 năm 1997, thành lập thị trấn Tân Phước Khánh thuộc huyện Tân Uyên.
Đến đầu thế kỷ 21, việc phân loại các đô thị Việt Nam được tiến hành. Các đô thị Việt Nam được chia thành sáu loại gồm: loại đô thị đặc biệt và các đô thị từ loại I đến loại V. Các đô thị tại Bình Dương cũng được phân cấp và quyết định công nhận cấp đô thị phù hợp bởi các cơ quan nhà nước có thẩm quyền của nước Cộng hòa Xã hội chủ nghĩa Việt Nam.
Ngày 23 tháng 1 năm 2007, Bộ Xây dựng ra Quyết định công nhận thị xã Thủ Dầu Một là đô thị loại 3.
Ngày 11 tháng 8 năm 2009, thành lập thị trấn Thái Hòa thuộc huyện Tân Uyên.
Ngày 13 tháng 1 năm 2011, Theo Nghị quyết số 04/NQ-CP của Chính phủ, thị xã Thuận An và thị xã Dĩ An được thành lập, từ việc nâng cấp lên đô thị của 2 huyện cùng tên.
Ngày 2 tháng 5 năm 2012, thị xã Thủ Dầu Một chính thức trở thành thành phố thuộc tỉnh Bình Dương, đồng thời chính thức hoạt động vào ngày 1 tháng 7 năm 2012.
Ngày 29 tháng 12 năm 2013, Chính phủ ban hành Nghị quyết số 136/NQ-CP thành lập thị xã Tân Uyên và thị xã Bến Cát.
Ngày 8 tháng 7 năm 2014, Thủ tướng Chính phủ ban hành Quyết định 1120/QĐ-TTg công nhận thành phố Thủ Dầu Một là đô thị loại II.
Ngày 24 tháng 3 năm 2017, Bộ Xây dựng ban hành Quyết định công nhận 2 thị xã Dĩ An và Thuận An là đô thị loại III trực thuộc tỉnh Bình Dương.
Ngày 6 tháng 12 năm 2017, Thủ tướng Chính phủ ban hành Quyết định 1959/QĐ-TTg công nhận thành phố Thủ Dầu Một là đô thị loại I trực thuộc tỉnh Bình Dương.
Ngày 11 tháng 7 năm 2018, thành lập thị trấn Lai Uyên thuộc huyện Bàu Bàng và thị trấn Tân Thành thuộc huyện Bắc Tân Uyên.
Ngày 24 tháng 10 năm 2018, Bộ Xây dựng ban hành Quyết định công nhận 2 thị xã Bến Cát và Tân Uyên là đô thị loại III trực thuộc tỉnh Bình Dương.
Ngày 10 tháng 1 năm 2020, UBTVQH ra Nghị quyết thành lập thành phố Dĩ An và thành phố Thuận An trên cơ sở 2 thị xã có tên tương ứng.
Ngày 9 tháng 12 năm 2020, Ủy ban Thường vụ Quốc hội ban hành Nghị quyết 1110/NQ-UBTVQH14. Theo đó, thành lập thị trấn Tân Bình thuộc huyện Bắc Tân Uyên trên cơ sở toàn bộ diện tích và dân số của xã Tân Bình.
Ngày 13 tháng 02 năm 2023, Ủy ban Thường vụ Quốc hội ban hành Nghị quyết số 725/NQ-UBTVQH15 về việc thành lập thành phố Tân Uyên trên cơ sở toàn bộ 191,76 km² diện tích tự nhiên và 466.053 người của thị xã Tân Uyên.
Ngày 27 tháng 03 năm 2023, Thủ tướng Chính phủ ban hành Quyết định số 296/QĐ-TTg công nhận thành phố Dĩ An là đô thị loại II trực thuộc tỉnh Bình Dương.

## Đô thị hóa
Bắt đầu từ giai đoạn đổi mới ở Việt Nam, đặc biệt là sau khi tái lập tỉnh, tốc độ đô thị hóa tại tỉnh Bình Dương tăng nhanh đáng kể nhờ chuyển dịch cơ cấu kinh tế từ nông nghiệp sang công nghiệp và dịch vụ. Tỷ lệ cơ cấu kinh tế tỉnh Bình Dương năm 2010 là: công nghiệp – xây dựng 63%, dịch vụ 32,6% và nông lâm nghiệp 4,4%. Hiện với 28 khu công nghiệp và cụm công nghiệp tập trung, Bình Dương thu hút lượng lớn nguồn nhân lực trong các ngành kinh tế công nghiệp, xây dựng và dịch vụ. Tính đến năm 2011: toàn tỉnh có 1.691.400 người, mật độ dân số 628 người/km². Tỷ lệ tăng dân số tự nhiên của Bình Dương là 14,2 ‰. Trong đó dân số sống ở đô thị tại Bình Dương là gần 1.084.200 người, dân số sống tại nông thôn ở Bình Dương đạt 607.200 người. Trong khi khoảng cuối thập kỷ 1980-1990, khi mà Bình Dương chưa tái lập, còn nằm trong địa bàn tỉnh Sông Bé (gồm cả Bình Dương và Bình Phước), thì dân số toàn tỉnh Sông Bé mới là khoảng 734.200 người, trên diện tích 9.859 km², đạt mật độ dân số trung bình 74 người/km². Tỉnh Sông Bé lúc đó là tỉnh trồng cây công nghiệp: với diện tích rừng cao su lớn nhất cả nước, công nghiệp chế biến cao su là chủ yếu. Vào thời điểm tái lập tỉnh ngày 1 tháng 1 năm 1997, Bình Dương có diện tích là 2.718,5 km², dân số 646.317 người.

## Các đô thị
| STT  | Tên đô thị            | Loại đô thị | Diện tích (km²) | Dân số (người) | Mật độ dân số (người/km²) | Vai trò | Số phường | Số xã | Số thị trấn | Hình ảnh                               |
| ---- | --------------------- | ----------- | --------------- | -------------- | ------------------------- | --- | --------- | ----- | ----------- | -------------------------------------- |
| 1    | Thành phố Thủ Dầu Một | Loại I      | 118,91          | 336.705        | 2.832                     | Trung tâm chính trị, kinh tế, văn hóa và xã hội quan trọng nhất của tỉnh Bình Dương và Vùng kinh tế trọng điểm phía Nam | 14        |       |             | Chợ Thủ Dầu Một                        |
| 2    | Thành phố Dĩ An       | Loại II     | 60,05           | 463.023        | 7.711                     | Trung tâm chính trị, kinh tế, văn hóa và xã hội của tỉnh Bình Dương                                                     | 7         |       |             | Giao thông tại Dĩ An                   |
| 3    | Thành phố Thuận An    | Loại III    | 83,71           | 618.984        | 7.394                     | Trung tâm chính trị, kinh tế, văn hóa và xã hội của tỉnh Bình Dương                                                     | 9         | 1     |             | Đường phố tại Thị xã Thuận An          |
| 4    | Thành phố Tân Uyên    | Loại III    | 191,76          | 466.053        | 2.430                     | Trung tâm chính trị, kinh tế, văn hóa và xã hội của tỉnh Bình Dương                                                     | 10        | 2     |             |                                        |
| 5    | Thành phố Bến Cát     | Loại III    | 234,35          | 355.663        | 1.518                     | Trung tâm chính trị, kinh tế, văn hóa và xã hội của tỉnh Bình Dương                                                     | 5         | 3     |             | Khu Đô thị và Công nghiệp Mỹ Phước III |
| 6    | Thị trấn Dầu Tiếng    | Loại V      | 26,33           | 22.403         | 851                       | Trung tâm chính trị, kinh tế, văn hóa và xã hội của huyện Dầu Tiếng                                                     |           |       | 1           |                                        |
| 7    | Thị trấn Phước Vĩnh   | Loại V      | 32,52           | 15.082         | 464                       | Trung tâm chính trị, kinh tế, văn hóa và xã hội của huyện Phú Giáo                                                      |           |       | 1           |                                        |
| 8    | Thị trấn Tân Thành    | Loại V      | 26,88           | 7.520          | 280                       | Trung tâm chính trị, kinh tế, văn hóa và xã hội của huyện Bắc Tân Uyên                                                  |           |       | 1           |                                        |
| 9    | Thị trấn Lai Uyên     | Loại V      | 88,36           | 39.688         | 449                       | Trung tâm chính trị, kinh tế, văn hóa và xã hội của huyện Bàu Bàng                                                      |           |       | 1           |                                        |
| Tổng | 9                     |             |                 |                |                           | | 41        | 10    | 4           |                                        |